# Smrkání
Smrkání je činnost, během které dochází k přesunu tělního sekretu z nosních dutin na kapesník. Tvorba sekretu je vyvolaná alergickou či obyčejnou rýmou, zánětem nosních dutin, ale je i ozvěnou silnějšího pláče. V některých zemích je smrkání v blízkosti jiných osob považováno za nezdvořilé, ba dokonce neslušné, např. v Číně nebo v Japonsku, kde je zvykem „natahovat“ nosní sekret zpět do nosních dutin (posmrkávat) a sečkat na vhodnou příležitost, kdy bude možno odejít stranou.